# بانوکبرن
بانوکبرن (به انگلیسی: Bannockburn) یک شهرک در اسکاتلند است که در استیرلینگ واقع شده‌است. بانوکبرن ۷٬۳۵۲ نفر جمعیت دارد.